# (74168) 1998 RK2
1998 أر كي 2 (ويعرف أيضًا باسم (74168) 1998 أر كي 2 وفق تسمية الكوكب الصغير) (بالإنجليزية: 1998 RK2)‏ هو كويكب ضمن حزام الكويكبات؛ وترتيبه 74168 من حيث الاكتشاف.
اكتُشف هذا الجُرم الفلكي بواسطة OCA–DLR Asteroid Survey ‏ في 15 سبتمبر 1998.

## وصلات خارجية
- (74168) 1998 RK2 في قاعدة بيانات مختبر الدفع النفاث لأجرام النظام الشمسي الصغيرة

- الاكتشاف · مخطط المدار ·  العناصر المدارية · المعلمات المادية

- (74168) 1998 RK2 على موقع ويكي سكاي: DSS2, SDSS, GALEX, IRAS, Hydrogen α, X-Ray, Astrophoto, Sky Map, Articles and images